# St. Ottilia (Schweinsdorf)

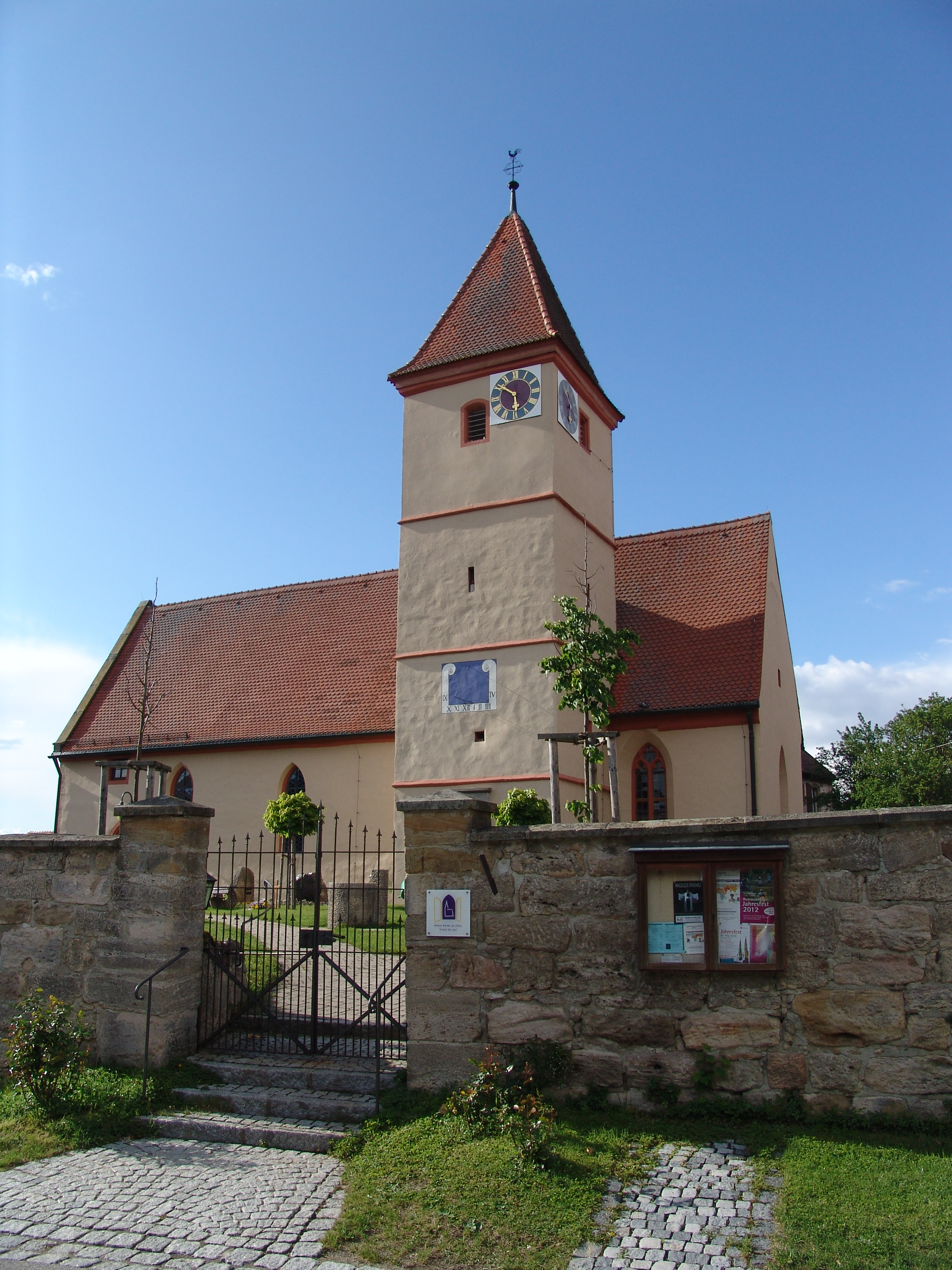
St. Ottilia (Schweinsdorf)

Die denkmalgeschützte, evangelisch-lutherische Pfarrkirche St. Ottilia steht am Friedhof in Schweinsdorf, einem Gemeindeteil der Gemeinde Neusitz im Landkreis Ansbach (Mittelfranken, Bayern). Die Kirche ist unter der Denkmalnummer D-5-71-181-4 als Baudenkmal in der Bayerischen Denkmalliste eingetragen.

## Beschreibung
Der viergeschossige Kirchturm, der mit einem Pyramidendach bedeckt ist, stammt im Kern aus dem 12. Jahrhundert. An seine Nordwand wurden um 1330 das Langhaus und der nicht eingezogene, rechteckige Chor an dessen Ostseite unter einem gemeinsamen Satteldach angebaut. Das Langhaus wurde in der 2. Hälfte des 15. Jahrhunderts nach Westen verlängert. Der Innenraum des Langhauses, der an drei Seiten umlaufende Emporen hat, ist mit einer Kassettendecke überspannt, der des Chors mit einer stuckierten Flachdecke. Die Kanzel wurde 1677 gebaut, das Taufbecken 1783. Die 1777 von Georg Martin Gessinger gebaute Orgel hat 10 Register, ein Manual und Pedal.